# Drozd czarnogardły
Drozd czarnogardły (Turdus atrogularis) – gatunek średniej wielkości ptaka z rodziny drozdowatych (Turdidae). Wędrowny, gniazduje w zachodniej Syberii i centralnej Azji, zimą wędruje na południe. Gatunek najmniejszej troski.

## Taksonomia
Po raz pierwszy gatunek opisał Feliks Paweł Jarocki w 1819 w publikacji Spis ptaków w gabinecie zoologicznym Królewsko Warszawskiego Uniwersytetu znayduiących się.... Holotyp pochodził z nieokreślonej lokalizacji w Europie. Autor nadał gatunkowi binominalną nazwę Turdus atrogularis. Obecnie (2023) Międzynarodowy Komitet Ornitologiczny (IOC) podtrzymuje tę nazwę. Niektórzy autorzy uznawali drozda czarnogardłego za podgatunek drozda rdzawogardłego (T. ruficollis); w takim ujęciu systematycznym w polskim nazewnictwie T. ruficollis nosił nazwę „drozd różnogardły”, a jego dwa podgatunki – „drozd rdzawogardły” i „drozd czarnogardły”. IOC uznaje drozda czarnogardłego za gatunek monotypowy. Opisano podgatunek vogulorum z gór Ural, ale nie jest on uznawany.
Pierwotnie T. atrogularis opisany był przez Jarockiego pod nazwą „drozd czarno-garlisty”, później funkcjonowała również nazwa „drozd czarnoszyi”. Współczesna polska nazwa gatunku to „drozd czarnogardły”. Oryginalny opis gatunku brzmiał:

Turdus atrogularis. Drozd czarno-garlisty. Europa. Tego gatunku nigdzie opisanego znaleźć nie mogłem. Jest wielkości Kwiczoła. Dziób rudawoczarny ze spodnią szczęką przy nasadzie żółtą. Cały wierzch jego jednostaynie oliwkowo-popielaty: lotki i styrówki z chorągiewkami wewnętrznemi rudawo czarniawemi: policzki wraz z całym spodem szyi i początkiem piersi czarne z szaremi piór obrąbkami: piersi i reszta spodu białe rudawo niewyraźnie plamiste: spodnie pokrycie skrzydeł ciemno-gliniasto-żółte; nogi blado-rude: długość jego od końca dzioba do końca ogona wynosi 11 calów reńskich.

## Morfologia
Długość ciała wynosi 24–27 cm, masa ciała 54–110 g. Pióra wierzchu ciała utrzymane są w zimnej kolorystyce – szarobrązowej po szarą. Ogon całkiem ciemny. U samca głowę (bez brwi), gardło i pierś porastają pióra czarne, na zimę jaśniejące. Spód ciała niemal całkowicie biały. U samicy od dzioba do oka ciągnie się czarny pasek; występuje wąska, jasna brew. Pierś i boki ciała pokrywa szare kreskowanie, brzuch jest biały.

## Zasięg występowania
Drozdy czarnogardłe są wędrowne. Obszary lęgowe ciągną się od wschodniej części europejskiej części Rosji (Ural) na wschód po północno-centralną Syberię, na południe po Tarbagataj i północno-zachodnią Mongolię. Zimowiska znajdują się w południowo-zachodniej i południowej Azji.

### Zabłąkane osobniki
Drozdy czarnogardłe wyjątkowo pojawiają się w Polsce, stwierdzono je 10 razy. Ostatnio (stan w 2016) młodociana samica pojawiła się w kwietniu 2013 w Płazie (województwo małopolskie). Najwięcej przypadkowych stwierdzeń w Europie (stan w 2014) pochodzi z północno-zachodnich obszarów tego kontynentu: Szwecji, Norwegii, Finlandii; regularnych obserwacji dokonywano również w Danii i na Islandii. Ponadto odnotowywano te ptaki również we Francji, w Niemczech, we Włoszech, w Holandii, Belgii, Bułgarii, Grecji, Hiszpanii. W marcu 2013 po raz pierwszy stwierdzono drozda czarnogardłego na Węgrzech. Uprzednio z państw sąsiadujących z Węgrami odnotowano przedstawicieli tego gatunku wyłącznie w Austrii (9 stwierdzeń, stan w 2014).

## Ekologia i zachowanie
Drozdy czarnogardłe gnieżdżą się w różnorodnych środowiskach, między innymi lasach iglastych z polanami, nad brzegami rzek i strumieni, w suchych lasach modrzewiowych, w zaroślach jeżyn, w zaroślach wierzbowych i topolowych i na zadrzewionych bagnach. Na zimowiskach przebywają na zakrzewionych zboczach, obrzeżach lasów, w wierzbowych zakrzewieniach, w ogrodach, sadach i na polach uprawnych. Pożywienie drozdów czarnogardłych stanowią bezkręgowce, takie jak prostoskrzydłe, chrząszcze, stonogi, ślimaki i dżdżownice oraz owoce – szczególnie preferują jagody.

### Lęgi
Okres lęgowy trwa od maja do lipca; drozdy czarnogardłe wyprowadzają jeden lęg. Terytorium niewielkie, gniazda mogą być ulokowane 20–30 m od innych gniazd. Gniazdo ma formę czarki, ulokowane jest nisko w gęstym krzewie lub na ziemi pod krzewem. Zniesienie liczy 4–7 jaj o niebieskozielonej skorupce z rdzawymi wzorami. Oboje rodzice opiekują się pisklętami.

## Status i ochrona
IUCN uznaje drozda czarnogardłego za gatunek najmniejszej troski (LC, Least Concern) nieprzerwanie od 2016. Wcześniej nie był klasyfikowany przez IUCN, gdyż BirdLife International w swej klasyfikacji nie uznawał go za odrębny gatunek. Liczebność światowej populacji prawdopodobnie mieści się w przedziale 100–500 tysięcy dorosłych osobników. Trend liczebności populacji nie jest znany.
Na terenie Polski gatunek ten jest objęty ścisłą ochroną gatunkową.